# Dicranomyia schineriana
Dicranomyia schineriana är en tvåvingeart som först beskrevs av Alexander 1964.  Dicranomyia schineriana ingår i släktet Dicranomyia och familjen småharkrankar. Arten är reproducerande i Sverige. Inga underarter finns listade i Catalogue of Life.